# Phaegopterina
Sous-tribu
Les Phaegopterina sont une sous-tribu de lépidoptères (papillons) de la famille des Erebidae. 

## Systématique
Ce taxon était auparavant une tribu, appelée Phaegopterini. Il a récemment été rétrogradé d'un rang, devenant une  sous-tribu appelée Phaegopterina. Il est désormais classé dans la famille des Erebidae, la sous-famille des Arctiinae et la tribu des Arctiini.

## Liste des genres
- Aemilia
- Agaraea
- Amastus
- Amaxia
- Ammalo
- Anaxita
- Amphelarctia
- Aphyarctia
- Aphyle
- Apiconoma
- Apocrisias
- Apyre
- Araeomolis
- Arctagyrta
- Arctiarpia
- Astralarctia
- Azatrephes
- Baritius
- Bernathonomus
- Bertholdia
- Biturix
- Calidota
- Carales
- Carathis
- Castrica
- Cissura
- Coiffaitarctia
- Cratoplastis
- Cresera
- Cycnia
- Demolis
- Dialeucias
- Disconeura
- Echeta
- Ectypia
- Elysius
- Emurena
- Ennomomima
- Epicrisias
- Epimolis
- Eriostepta
- Ernassa
- Euchaetes
- Eucyrta
- Euerythra
- Eupseudosoma
- Evius
- Fasslia
- Glaucostola
- Gonotrephes
- Gorgonidia
- Graphea
- Haemanota
- Haemaphlebiella
- Halysidota
- Haplonerita
- Hemihyalea
- Himerarctia
- Hyalarctia
- Hyperandra
- Hyperthaema
- Hypidalia
- Hypidota
- Hypocrisias
- Hyponerita
- Idalus
- Ischnocampa
- Ischnognatha
- Kodiosoma
- Laguerreia
- Lalanneia
- Lampruna
- Lepidojulia
- Lepidokirbyia
- Lepidolutzia
- Lepidozikania
- Lepypiranga
- Lerina
- Leucanopsis
- Lophocampa
- Machadoia
- Machaeraptenus
- Mazaeras
- Melanarctia
- Melese
- Mellamastus
- Metacrisia
- Metaxanthia
- Munona
- Nannodota
- Neidalia
- Neonerita
- Neozatrephes
- Nezula
- Nyearctia
- Ochrodota
- Onythes
- Opharus
- Ordishia
- Ormetica
- Pachydota
- Paranerita
- Parathyris
- Pareuchaetes
- Parevia
- Pelochyta
- Phaegoptera
- Phaeomolis
- Pitane
- Pithea
- Premolis
- Pryteria
- Pseudamastus
- Pseudapistosia
- Pseudischnocampa
- Pseudohemihyalea
- Pseudopharus
- Pseudotesselarctia
- Psychophasma
- Purius
- Pydnaodes
- Pygarctia
- Pygoctenucha
- Regobarrosia
- Rhipha
- Robinsonia
- Romualdia
- Scaptius
- Schalotomis
- Selenarctia
- Senecauxia
- Soritena
- Stidzaeras
- Sutonocrea
- Sychesia
- Symphlebia
- Syntomostola
- Tessella
- Tesselarctia
- Tessellota
- Thyromolis
- Trichromia
- Tricypha
- Trocodima
- Turuptiana
- Viviennea
- Wanderbiltia
- Watsonidia
- Xanthoarctia
- Xanthophaeina
- Zaevius
- Zatrephes